# 小行星19574
小行星19574（19574 Davidedwards）是一颗绕太阳运转的小行星，为主小行星带小行星。该小行星于1999年6月9日发现。

## 轨道参数
小行星19574的轨道半长轴为2.2498548 UA，离心率为0.189。